# Testral
Testrali su veliki krilati konji iz serije romana o Harryju Potteru britanske spisateljice J. K. Rowling. Prvi se put pojavljuju u petom romanu iz serije, Redu feniksa.
Testrali su vrsta čarobnih konja najmanje slična pravim konjima. Nezasluženo su smatrani donositeljima nesreće. Posjeduju dar nevidljivosti, a mogu ih vidjeti samo oni koji su svjedočili smrti neke osobe ili prihvatili smrt. U knjizi Harry Potter i Red feniksa opisani su kao krilati i mršavi vranci duge crne grive, praznih, bijelih i sjajnih očiju te zmajskog lica. Također, Hagrid ih je opisao kao veoma pametne i korisne. Dolores Umbridge otkrila je da Ministarstvo magije testrale smatra "opasnim stvorenjima".
Testrali imaju očnjake i posjeduju veoma razvijen osjet mirisa, koji ih vodi do svježe krvi. Po prirodi su mesožderi i stoga njihovim plijenom često postaju ptice. Hagrid tvrdi da neće napasti metu čovjekove veličine bez prethodne provokacije. Njihova su krila sposobna za veoma brz let dug barem nekoliko sati, iako oni više vremena provode na tlu, a posjeduju i odličan osjećaj za orijentaciju. Kad lete, zbog svojih velikih krila, izgledaju kao veliki šišmiši, zmajevi ili pterodaktili.
Hogwarts posjeduje krdo testrala koji žive u blizini Zabranjene šume, a najviše se koriste za vuču kočija koje prevoze učenike od željezničke postaje u Hogsmeadeu do škole ili obrnuto. Učenici se s testralima prvi put upoznaju na sedmoj godini, ili na petoj ako je profesor Skrbi za magična stvorenja Rubeus Hagrid. U knjigama se prvi put pojavljuju na istoj godini na kojoj ih Harry može vidjeti dok je on prije mislio da se kočije koje vuku testrali kreću same.
U Redu feniksa nekoliko je likova moglo vidjeti testrale. Između ostalog i Harry Potter, Rubeus Hagrid, Luna Lovegood, Neville Longbottom i Theodore Nott.